# شهرستان ژاسنوواچ
شهرستان ژاسنوواچ (به لاتین: Jasenovac) یک منطقهٔ مسکونی در کرواسی است که در شهرستان سیساک-موسلاوینا واقع شده‌است. شهرستان ژاسنوواچ ۱۶۱٫۸۸ کیلومتر مربع مساحت و ۱٬۹۹۷ نفر جمعیت دارد.